# Vladimir Kaminskij
Vladimir Kaminskij, född den 18 april 1950 i Minsk, Vitryssland, är en sovjetisk tävlingscyklist som tog OS-guld i lagtempoloppet vid olympiska sommarspelen 1976 i Montréal. 